# Love Nwantiti
«Love Nwantiti» (рус. Немного любви) — песня нигерийского исполнителя и продюсера CKay (Chukwuka Ekweani), вышедшая в 2019 году в качестве второго трека из его второго мини-альбома CKay the First через лейблы Chocolate City и Warner Music Group. Ремикс песни под названием «Love Nwantiti (Ah Ah Ah)» при участии нигерийского певца Joeboy и певца из Ганы Kuami Eugene, вышел в качестве сингла в 2020 году и имел коммерческий успех в Нигерии, Западной Азии, Северной Африке и на многих европейских клубных площадках, а также стал предметом сотрудничества с несколькими местными артистами для локализованных вариаций. Французская версия включала вокал французского рэпера Franglish.
В 2021 году песня попала в чарты Европы, Австралии, Латинской Америки и Новой Зеландии, достигла первого места в Индии, Нидерландах, Норвегии и Швейцарии и завоевала популярность на TikTok. Она также достигла позиции № 3 в британском хит-параде UK Singles Chart и первого места в чарте инди-музыки UK Indie Singles Chart. Песня также достигла № 31 в Billboard Hot 100, № 2 в  Billboard Global 200.

## История
Песня была записана CKay и впервые вышла в 2019 году. Ремикс песни под названием «Love Nwantiti (Ah Ah Ah)» при участии нигерийского певца Joeboy и певца из Ганы Kuami Eugene вышел в качестве сингла в 2020 году и имел коммерческий успех.
Число подписчиков CKay на Spotify увеличилось до более чем 31 миллиона после роста популярности песни, на неё также было сделано пять ремиксов. Различные каверы, исполненные по всему миру с использованием различных инструментов и спетые на различных языках, в частности, на хинди, французском и испанском, также были загружены на платформы социальных сетей, привлекая свою собственную популярность, песня стала трендом на Тиктоке и на Ближнем Востоке и в Азии, она также стала саундтреком более трёх миллионов видеороликов на Тиктоке и была подвержена многим местным вариантам.
В декабре 2021 года CKay исполнил песни «Love Nwantiti» и «Emiliana» в шоу The Tonight Show Starring Jimmy Fallon.

### Танцевальный номер
Тиктокер Трейси Джозеф создал танцевальную композицию для этой песни, которая была использована в нескольких видеороликах людей, участвующих в конкурсе #Lovenwantitichallenge.
По состоянию на декабрь 2021 года «Love Nwantiti» является самой сертифицированной песней стиля афробитс. Она также стала второй песней нигерийского исполнителя, дебютировавшей в Billboard Hot 100 и Billboard Global 200 после «Essence».

## Версии
- 2019: «Love Nwantiti»
- 2020: «Love Nwantiti» (Acoustic Version)[10]
  - 2020: «Love Nwantiti» (Remix) (при участии Joeboy[англ.] и Kuami Eugene[англ.])

Collaborations
1. «Love Nwantiti (Ah Ah Ah)» (Remix) (Digital Chocolate City / Warner) — 3:08
2. «Love Nwantiti (Ah Ah Ah)» (North African Remix) — Ckay при участии ElGrande Toto[англ.] — 2:15
3. «Love Nwantiti (Ah Ah Ah)» (French Remix) — CKay при участии Franglish[англ.] — 2:15

## Награды и номинации
| Год  | Церемония               | Награда                  | Результат |
| ---- | ----------------------- | ------------------------ | --------- |
| 2020 | City People Music Award | Best Collabo of the Year | Номинация |
| 2022 | Brit Awards             | Best International Song  | Номинация |

## Музыкальное видео
Клип на песню «Love Nwantiti (Ah Ah Ah)» был выпущен 14 февраля 2020 года, его режиссёром выступила компания Naya visuals, и с тех пор он набрал 154 миллиона просмотров на YouTube. Клип на североафриканский ремикс с участием ElGrandeToto был выпущен 4 ноября 2021 года. Он был снят в Лагосе режиссёром TG Omori и через месяц после выхода на YouTube набрал 34 миллиона просмотров.
Видеоклип на акустическую версию был также выпущен в 2020 году и с тех пор собрал 132 миллиона просмотров на YouTube.

## Чарты и сертификация

### Еженедельные чарты
| Чарт (2020—2022)                         | Высшая позиция |
| ---------------------------------------- | -------------- |
| Аргентина (Argentina Hot 100)            | 58             |
| Австралия (ARIA)                         | 8              |
| Австрия (Ö3 Austria Top 40)              | 4              |
| Бельгия/Фландрия (Ultratop 50)           | 8              |
| Бельгия/Валлония (Ultratop 50)           | 10             |
| Бразилия (Top 100 Brasil)                | 97             |
| Канада (Canadian Hot 100)                | 5              |
| Колумбия (Promúsica)                     | 19             |
| Чехия (Singles Digitál Top 100)          | 9              |
| Дания (Tracklisten)                      | 6              |
| Франция (SNEP)                           | 1              |
| Германия (GfK)                           | 6              |
| Мир Global 200 (Billboard)               | 2              |
| Греция (IFPI)                            | 4              |
| Венгрия (Rádiós Top 40)                  | 36             |
| Венгрия (Single Top 40)                  | 6              |
| Венгрия (Stream Top 40)                  | 7              |
| Исландия (Plötutíðindi)                  | 19             |
| Индия (IMI)                              | 1              |
| Ирландия (IRMA)                          | 5              |
| Италия (FIMI)                            | 20             |
| Латвия (EHR)                             | 22             |
| Литва (AGATA)                            | 12             |
| Малайзия (RIM)                           | 8              |
| Нидерланды (Dutch Top 40)                | 1              |
| Нидерланды (Single Top 100)              | 1              |
| Новая Зеландия (Recorded Music NZ)       | 2              |
| Норвегия (VG-lista)                      | 1              |
| Португалия (AFP)                         | 1              |
| Сингапур (RIAS)                          | 5              |
| Словакия (Rádio Top 100)                 | 60             |
| Словакия (Singles Digitál Top 100)       | 6              |
| ЮАР (RISA)                               | 2              |
| Испания (PROMUSICAE)                     | 46             |
| Швеция (Sverigetopplistan)               | 4              |
| Швейцария (Schweizer Hitparade)          | 1              |
| Великобритания (UK Singles Chart)        | 3              |
| Великобритания (UK Indie Chart)          | 1              |
| США (Billboard Hot 100)                  | 26             |
| США (Afrobeats Songs, Billboard)         | 1              |
| США (Mainstream Top 40, Billboard)       | 20             |
| США (Rhythmic, Billboard)                | 1              |
| США (Rolling Stone Top 100)              | 9              |
| США World Digital Song Sales (Billboard) | 1              |

## Сертификации
| Регион                                                                      | Сертификация  | Продажи |
| --------------------------------------------------------------------------- | ------------- | ------- |
| Канада (Music Canada)                                                       | 2× Платиновый | 160 000 |
| Дания (IFPI Danmark)                                                        | Золотой       | 45 000  |
| Испания (PROMUSICAE) · DJ Yo & Axel Remix                                   | Золотой       | 20 000  |
| Данные о продажах + прослушиваниях приведены только на основе сертификации. |               |         |

| Регион                                                                      | Сертификация  | Продажи |
| --------------------------------------------------------------------------- | ------------- | ------- |
| Австралия (ARIA)                                                            | Золотой       | 35 000  |
| Австрия (IFPI Austria)                                                      | Золотой       | 15 000  |
| Италия (FIMI)                                                               | Платиновый    | 70 000  |
| Новая Зеландия (RMNZ)                                                       | 2× Платиновый | 60 000  |
| Португалия (AFP)                                                            | Платиновый    | 10 000  |
| Испания (PROMUSICAE)                                                        | Золотой       | 20 000  |
| Великобритания (BPI)                                                        | Золотой       | 400 000 |
| Данные о продажах + прослушиваниях приведены только на основе сертификации. |               |         |

## История релиза
| Страна | Дата            | Формат                 | Лейбл                   | Ссылка |
| ------ | --------------- | ---------------------- | ----------------------- | ------ |
| Италия | 1 октября 2021  | Contemporary hit radio | Warner                  | [ 68 ] |
| США    | 26 октября 2021 | Contemporary hit radio | Chocolate City Atlantic | [ 69 ] |